# Microcharon karamani
Microcharon karamani is een pissebed uit de familie Lepidocharontidae. De wetenschappelijke naam van de soort is voor het eerst geldig gepubliceerd in 1978 door Pesce & Tete.